# Linn County, Kansas
Linn County är ett administrativt område i delstaten Kansas, USA. År 2010 hade countyt 9 656 invånare.  Den administrativa huvudorten (county seat) är Mound City. Countyt har fått sitt namn efter politikern Lewis F. Linn som var senator för Missouri 1833-1843.

## Geografi
Enligt United States Census Bureau har countyt en total area på 1 570 km². 1 551 km² av den arean är land och 20 km² är vatten.

### Angränsande countyn
- Miami County - nord
- Bates County, Missouri - öst
- Vernon County, Missouri - sydost
- Bourbon County - syd
- Allen County - sydväst
- Anderson County - väst
- Franklin County - nordväst

### Orter
- Blue Mound
- La Cygne
- Linn Valley
- Mound City (huvudort)
- Parker
- Pleasanton
- Prescott